# Crotalaria streptorrhyncha
Crotalaria streptorrhyncha är en ärtväxtart som beskrevs av Milne-redh.. Crotalaria streptorrhyncha ingår i släktet sunnhampor, och familjen ärtväxter. Inga underarter finns listade i Catalogue of Life.